# Kura-Promysel
Kura-Promysel (del ruso: Кура-Промысел) es un jútor del ókrug urbano de Goriachi Kliuch del krai de Krasnodar, en las estribaciones noroccidentales del Cáucaso, en Rusia. Está situado en la cabecera del río Kura-Tsetse, constituyente del río Tsetse, afluente del río Pshish, que lo es del río Kubán, 24 km al sudeste de Goriachi Kliuch, y 68 km al sureste de Krasnodar. No contaba con población permanente en 2010.
Pertenece al municipio Kutaiski.